# Elektra (Strauss)
Elektra je opera Richarda Strausse o jednom jednání na libreto Huga von Hofmannsthal na základě jeho stejnojmenné divadelní hry z roku 1903. Premiéra proběhla v drážďanské Semperoper dne 25. ledna 1909.

## Hlavní role
| Élektra       | soprán                     |
| Chrýsothemis  | soprán                     |
| Klytaimnéstra | kontraalt nebo mezzosoprán |
| Aigisthos     | tenor                      |
| Orestés       | baryton                    |